# Walki o klasztor w Zagorowie
Walki o klasztor w Zagorowie – starcie zbrojne stoczone 11 września 1943 roku pomiędzy Ukraińską Powstańczą Armią, a wojskami niemieckimi.

## Przebieg starcia
Pomiędzy Nowym i Starym Zagorowem niedaleko prawosławnego monasteru Narodzenia Matki Bożej we wrześniu 1943 roku na rozkaz dowódcy kurenia UPA „Sosenki” rozlokowała się czota specjalnego przeznaczenia Andrija Marceniuka „Berezy”, licząca 44 partyzantów. Była ona uzbrojona m.in. w lekki moździerz, cekaem Maksim, trzy erkaemy, granaty oraz broń indywidualną. 
11 września zostali nieoczekiwanie otoczeni przez Niemców. Partyzanci wycofali się za mury klasztoru i stawili desperacki opór. Niemcy (nie chcąc ponieść zbyt ciężkich strat od ognia prowadzonego zza murów klasztoru) wezwali na pomoc lotnictwo. Trzy samoloty zbombardowały klasztor, ale przeprowadzony zaraz po zakończeniu nalotu szturm został odparty. Około godz. 2 pojawiła się mgła. Pozostali przy życiu partyzanci, korzystając z jej osłony, podjęli próbę przebicia. Dwunastu to się udało. Trzem, w tym jednemu ciężko rannemu, udało się ukryć w zakamarkach klasztoru. Zginęło 29 partyzantów.

## Pamięć
W 2010 roku popularny ukraiński muzyk rockowy Ołeksandr Położynski wraz z zespołem Tartak nagrał utwór pt. Ne każuczy nikomu, opowiadający o obronie zahorowskiego klasztoru przed Niemcami. W opisie teledysku na portalu YouTube zawarto nieudowodnioną informację, jakoby w szturmie klasztoru obok Niemców brały udział także oddziały "polskich kolaborantów", a w samym klipie podano niewiarygodne, bardzo wysokie liczby strat niemieckich w tym starciu, nie mające żadnego oparcia w źródłach historycznych.